# Born to Be Wild
Born to Be Wild — пісня Steppenwolf, що вийшла 1968 року. Вийшла в альбомі Steppenwolf, а також як сингл. Пісня потрапила до списку 500 найкращих пісень усіх часів за версією журналу Rolling Stone. 
«Born to Be Wild» вийшла синглом, піднялася до #2 в Billboard Hot 100 і стала свого роду байкерським гімном кінця 1960-х - початку 1970-х років після того, як прозвучала в культовому фільмі «Безтурботний вершник» (1969). Також у 1969 році Вілсон Пікетт записав кавер-версію пісні для свого альбому Hey Jude.
Цю пісню іноді називають першою у стилі хеві-метал через те, що рядок з неї «heavy metal thunder» дала назву цьому піджанру рок-музики. Хоча це твердження заперечується (двома роками раніше вийшла книга Вільяма Берроуза «Нова Експрес», де також зустрічалося це словосполучення), проте «Born to Be Wild» стала першою піснею, в якій прозвучало словосполучення «heavy metal».
Пісня стала однією з найпопулярніших у репертуарі Steppenwolf. Серед тих, хто виконував її, були Slade, Slayer, INXS, Krokus, Blue Öyster Cult, Status Quo, Ozzy Osbourne, Raven, Kim Wilde, Hinder, Twisted Sister, Bon Jovi, Doro, KuroYume, The Cult, Deformity, Puhdys, AC/DC, Riot.